# 吉岡忍 (アニメーター)
吉岡 忍（よしおか しのぶ）は、日本で活動するアニメーション演出家、アニメーション監督。
京都アニメーション、アニメーションDo出身。現在はライデンフィルム大阪スタジオ所属。

## 主な参加作品

### テレビアニメ
1999年
- ドラえもん（原画）
- 小さな巨人 ミクロマン（原画）
- 天使になるもんっ!（原画）

2000年
- ゲートキーパーズ（原画）
- OH!スーパーミルクチャン（原画）
- 犬夜叉（2000年 - 2004年、原画）

2001年
- 地球防衛家族（原画）
- The Soul Taker ～魂狩～（原画）
- ジャングルはいつもハレのちグゥ（原画）
- 旋風の用心棒（原画）

2002年
- あたしンち（2002年 - 2005年、絵コンテ・演出・演出助手・原画）

2003年
- フルメタル・パニック? ふもっふ（原画）

2004年
- 十兵衛ちゃん2 -シベリア柳生の逆襲-（原画）

2005年
- AIR（原画）
- フルメタル・パニック! The Second Raid（絵コンテ・演出・原画）

2006年
- 涼宮ハルヒの憂鬱（絵コンテ・演出・原画）
- Kanon（絵コンテ・演出）
- 蟲師（原画）
- 家庭教師ヒットマンREBORN!（2006年 - 2007年、絵コンテ・演出・原画）

2007年
- らき☆すた（絵コンテ・演出）
- もやしもん（原画）

2008年
- 灼眼のシャナII（原画） - 賀丘史靖名義
- ドルアーガの塔 ～the Aegis of URUK～（原画）
- かんなぎ（絵コンテ・演出・作画監督協力・原画）

2009年
- とらドラ!（原画）
- 黒執事（原画）
- 戦場のヴァルキュリア（原画）
- ケメコデラックス!（絵コンテ・原画）

2010年
- 学園黙示録 HIGHSCHOOL OF THE DEAD（原画）

2011年
- フラクタル（絵コンテ・演出・原画）
- THE IDOLM@STER（絵コンテ）

2012年
- ブラック★ロックシューター（監督・絵コンテ・演出・原画）
- NARUTO -ナルト- SD ロック・リーの青春フルパワー忍伝（絵コンテ・演出）

2013年
- ビビッドレッド・オペレーション（原画）
- 戦勇。（絵コンテ・演出）
- 蒼き鋼のアルペジオ -アルス・ノヴァ-（絵コンテ）

2014年
- キルラキル（絵コンテ）
- うーさーのその日暮らし 覚醒編（原画）
- テラフォーマーズ（絵コンテ・演出・原画）

2015年
- 山田くんと7人の魔女（絵コンテ）
- ミス・モノクローム -The Animation- 3（原画）

2016年
- シュヴァルツェスマーケン（作画監督・原画）
- テラフォーマーズ リベンジ（絵コンテ）
- アルスラーン戦記 風塵乱舞（絵コンテ・演出・原画）

2017年
- ロクでなし魔術講師と禁忌教典（絵コンテ・演出・原画）

2018年
- 七つの大罪 戒めの復活（絵コンテ）
- LOST SONG（原画）
- はねバド!（絵コンテ・演出補佐）
- ベルゼブブ嬢のお気に召すまま。（原画）
- レイトン ミステリー探偵社 〜カトリーのナゾトキファイル〜（原画）

2020年
- りばあす（2020年 - 2021年、監督・絵コンテ・演出・原画）

2023年
- 君は放課後インソムニア（絵コンテ）

2024年
- となりの妖怪さん（絵コンテ）
- ばいばい、アース（絵コンテ）

2025年
- 魔法使いの約束（絵コンテ）
- よふかしのうた Season2（絵コンテ・演出）

### 劇場アニメ
- クレヨンしんちゃん 爆発!温泉わくわく大決戦（1999年、動画）
- 劇場版 とっとこハム太郎 ハムハムランド大冒険（2001年、原画）
- クレヨンしんちゃん 嵐を呼ぶ 栄光のヤキニクロード（2002年、原画）
- 劇場版ポケットモンスター 水の都の護神 ラティアスとラティオス（2002年、原画）
- ドラえもん のび太とふしぎ風使い（2003年、原画）
- クレヨンしんちゃん 嵐を呼ぶ!夕陽のカスカベボーイズ（2004年、原画）
- 劇場版 あの日見た花の名前を僕達はまだ知らない。（2013年、演出）
- サカサマのパテマ（2013年、原画）
- 新劇場版 頭文字D Legend1 -覚醒-（2014年、原画）
- 劇場版 カードファイト!! ヴァンガード ネオンメサイア（2014年、原画）
- 心が叫びたがってるんだ。（2015年、演出）
- モンスターストライク THE MOVIE はじまりの場所へ（2016年、原画）
- 永久少年 Eternal Boys NEXT STAGE（2023年、絵コンテ）

### OVA
- ジャングルはいつもハレのちグゥ デラックス（2002年、原画）
- ジャングルはいつもハレのちグゥ FINAL（2004年、原画）
- MUNTO 時の壁を越えて（2005年、原画）
- BLACK★ROCK SHOOTER（2010年、監督・脚本）
- リトルバスターズ! EX（2014年、原画）

### Webアニメ
- 無限の住人-IMMORTAL-（2020年、絵コンテ）
- Pokémon Evolutions（2021年、絵コンテ・演出）

### ゲーム
- Dancing Blade かってに桃天使!II ～Tears of Eden～（1999年、動画）